# Paul Tornado

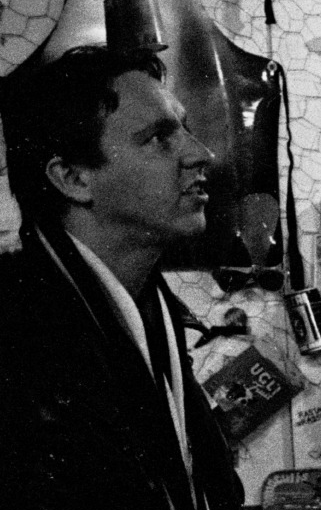
Paul Tornado (1978)

Paul Tornado, bürgerlicher Name: Paul Hajenius (* 17. Juli 1951 in Amsterdam) ist ein niederländischer Punkmusiker, Maler und Fotograf.
Hajenius studierte an der AKI in Enschede bildende Kunst. 1973 gründete er mit seinen Studienkollegen Willem Wisselink und Cees Maas die Gruppe Johnny And The Moondog, die regional bekannt wurde. 1977 erlangte Hajenius unter dem Namen Paul Tornado Bekanntheit. Er brachte mit der Single Van Agt Casanova / Ik wil jou zijn (mijn idool) den ersten niederländischen Punk-Hit heraus. Der Song wendete sich gegen den Politiker Dries van Agt, der untersagen wollte, Pornofilme in Kinosälen mit mehr als 50 Sitzplätzen zu zeigen. Van Agt Casanova wurde beim 1000 Idioten Label herausgegeben. Der Name 1000 Idioten Label basiert auf der Annahme, dass es immer ungefähr 1000 Idioten gibt, die eine Platte kaufen und so automatisch die Produktionskosten wieder eingespielt werden. Der niederländische Sender VPRO spielte die Single sehr häufig und Paul Tornado trat mit seiner Band im Paradiso in Amsterdam auf.
Tornado fotografiert und malt. Er lebt und arbeitet in Enschede.